# Puerto Galilea
Puerto Galilea es una localidad peruana ubicada en la región Amazonas, provincia de Condorcanqui, distrito de Río Santiago. Es asimismo capital del distrito de Río Santiago. Se encuentra a una altitud de 192 m s. n. m. Tenía una población de 440 habitantes en 1993.

## Clima
| Parámetros climáticos promedio de Puerto Galilea | Parámetros climáticos promedio de Puerto Galilea | Parámetros climáticos promedio de Puerto Galilea | Parámetros climáticos promedio de Puerto Galilea | Parámetros climáticos promedio de Puerto Galilea | Parámetros climáticos promedio de Puerto Galilea | Parámetros climáticos promedio de Puerto Galilea | Parámetros climáticos promedio de Puerto Galilea | Parámetros climáticos promedio de Puerto Galilea | Parámetros climáticos promedio de Puerto Galilea | Parámetros climáticos promedio de Puerto Galilea | Parámetros climáticos promedio de Puerto Galilea | Parámetros climáticos promedio de Puerto Galilea | Parámetros climáticos promedio de Puerto Galilea |
| Mes                                              | Ene.                                             | Feb.                                             | Mar.                                             | Abr.                                             | May.                                             | Jun.                                             | Jul.                                             | Ago.                                             | Sep.                                             | Oct.                                             | Nov.                                             | Dic.                                             | Anual                                            |
| ------------------------------------------------ | ------------------------------------------------ | ------------------------------------------------ | ------------------------------------------------ | ------------------------------------------------ | ------------------------------------------------ | ------------------------------------------------ | ------------------------------------------------ | ------------------------------------------------ | ------------------------------------------------ | ------------------------------------------------ | ------------------------------------------------ | ------------------------------------------------ | ------------------------------------------------ |
| Temp. media (°C)                                 | 26.4                                             | 26.6                                             | 26.4                                             | 26.5                                             | 26.4                                             | 25.9                                             | 25.4                                             | 25.7                                             | 26.2                                             | 26.7                                             | 27.1                                             | 26.9                                             | 26.4                                             |
| Temp. mín. media (°C)                            | 21.4                                             | 21.4                                             | 21.6                                             | 21.4                                             | 21.9                                             | 21.6                                             | 21.1                                             | 20.8                                             | 21.4                                             | 21.9                                             | 22                                               | 21.6                                             | 21.5                                             |
| Fuente: climate-data.org                         |                                                  |                                                  |                                                  |                                                  |                                                  |                                                  |                                                  |                                                  |                                                  |                                                  |                                                  |                                                  |                                                  |